# Serra de Vila-seca (Navès)
|  | Aquest article tracta sobre la Serra de Vila-seca a Navès. Vegeu-ne altres significats a «Serra de Vila-seca (Lladurs)». |

La Serra de Vila-seca és una serra situada al municipi de Navès (Solsonès), amb una elevació màxima de 1.210 metres.